# Dolichallabes microphthalmus
Dolichallabes microphthalmus är en fiskart som beskrevs av Max Poll 1942. Dolichallabes microphthalmus ingår i släktet Dolichallabes och familjen Clariidae. IUCN kategoriserar arten globalt som livskraftig. Inga underarter finns listade i Catalogue of Life.